# Johann Philipp von Reiffenberg

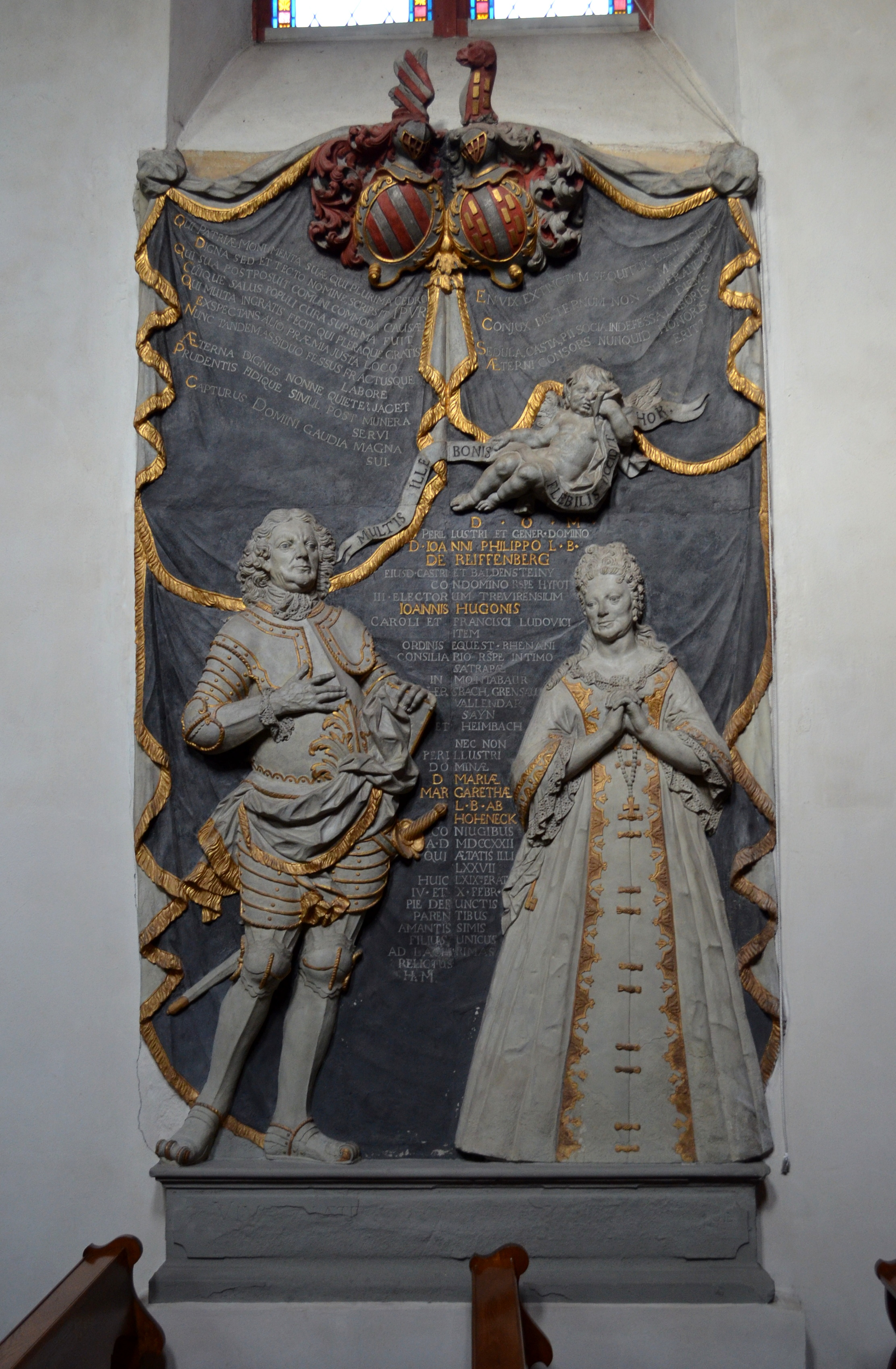
Grabmal des Johann Philipp von Reiffenberg und seiner Gemahlin Margaretha in der Abteikirche Sayn

Johann Philipp von Reiffenberg (* 1645 in Sayn; † 4. Februar 1722) war ein Altertumsgelehrter und kurtrierscher Oberamtmann.
Johann Philipp von Reiffenberg war der Sohn des Johann Anton von Reiffenberg († 1652) und dessen Frau Anna Elisabeth geborene von Staffel († 1684). Er stammte aus der Westerwälder (Weller) Linie des Adelsgeschlecht Reifenberg. Johann Philipp von Reiffenberg erhielt eine sorgfältige Erziehung, die sein Interesse für das Klassische Altertum weckte. Nach seiner Jugend lebte er am Hofe des Kurfürsten von Trier. Er heiratete 1680 in Worms Maria Margaretha geborene von Hoheneck († 1722). Aufgrund seiner reichen Erbes konnte er sich 1680 als Privatier und Privatgelehrter auf sein Schloss Sayn zurückziehen. 1684 schrieb er sein Hauptwerk, die „Antiquitates Saynenses“. Die Antiquitates Saynenses sind anderthalb Jahrhunderte später in Druck erschienen, herausgegeben von E. Münch, Aachen-Leipzig 1830.
Kurfürst Johann Hugo berief ihn in den Staatsdienst. Er wurde Oberamtmann für die Ämter Montabaur (1686), Vallendar (1690), Sayn (1690) und Ehrenbreitstein (1690), kurfürstlicher Geheimrat, Ritterrat des Ritterkantons Mittelrhein. 
Neben seiner Amtsmanntätigkeit war er Autor weiterer Schriften:
- Notae et additiones in Broweri et Masenii annales
- De monetis Trevirensibus
- De distributione archidiaconatus s. Lubentii in Dietkirchen super Lahnam
- Fragmenta prophetiae s. Hildegardis abbatissae in Rupertsberg prope Bingium
- De origine et antiquitate gentis Reiffenbergicae.

Nach dem Tod des letzten Reifenberger Ritters aus der Wetterauer Linie, Philipp Ludwig von Reiffenberg im Jahr 1686 erhob Johann Philipp von Reiffenberg am 31. August 1687 Anspruch auf Burg und Herrschaft Reifenberg. Seine Ansprüche wurden jedoch nicht berücksichtigt und die Herrschaft fiel über die Erbtochter an die Familie Waldbott von Bassenheim.
Sein Sohn Anselm Friedrich Anton (* 10. Februar 1685; † 21. Dezember 1739), bekannt durch seine Geschichte der rheinischen Provinz des Jesuitenordens, Köln 1765, wurde sein Nachfolger als Oberamtmann. Da er kinderlos starb, erlosch mit ihm die Linie. Die anderen drei Kinder starben im Kindesalter 
- Johann Hugo Philipp von Reiffenberg * 1681, † 1690
- Maria Barbara von Reiffenberg * 1682, † 1690
- Karl Anselm Desiderius von Reiffenberg * 1687, † 1689

Johann Philipp von Reiffenberg ist gemeinsam mit seiner Frau und den drei Kindern in der Kirche der ehemaligen Prämonstratenserabtei Sayn in Bendorf-Sayn beerdigt. Das Grabmonument ist erhalten.